# Campionati italiani di winter triathlon del 2019
I Campionati italiani di winter triathlon del 2019 (XXI edizione) sono stati organizzati dalla Federazione Italiana Triathlon e si sono tenuti a Entracque in Piemonte, in data 27 gennaio 2019.
Tra gli uomini ha vinto per l'undicesima volta Daniel Antonioli ( Esercito), mentre la gara femminile è andata per la seconda volta consecutiva a Sandra Mairhofer (Granbike Triathlon).

## Risultati

### Élite uomini
| Pos. | Atleta                     | Società sportiva     | Corsa   | Bici    | Sci di fondo | Totale  |
| ---- | -------------------------- | -------------------- | ------- | ------- | ------------ | ------- |
|      | Daniel Antonioli           | Esercito             | 0:18:55 | 0:24:39 | 0:22:34      | 1:07:42 |
|      | Giuseppe Lamastra          | Trisports.it Team    | 0:20:20 | 0:23:22 | 0:22:42      | 1:07:43 |
|      | Lorenzo Romano             | Valle Gesso Sport    | 0:19:21 | 0:26:23 | 0:21:24      | 1:08:57 |
| 4    | Alessandro Saravalle       | Trisports.it Team    | 0:21:01 | 0:22:26 | 0:24:26      | 1:09:28 |
| 5    | Franco Pesavento           | T41                  | 0:18:41 | 0:26:14 | 0:24:30      | 1:10:47 |
| 6    | Mattia De Paoli            | G.P. Triathlon       | 0:20:48 | 0:25:10 | 0:26:22      | 1:14:01 |
| 7    | Marco Panzavolta           | Thermae Sport PDNTRI | 0:21:35 | 0:25:59 | 0:25:41      | 1:14:49 |
| 8    | Walter Polla               | Triathlon Alto Adige | 0:21:47 | 0:25:51 | 0:26:23      | 1:15:24 |
| 9    | Guido Ricca                | T.D. Cremona         | 0:21:42 | 0:26:41 | 0:27:19      | 1:17:30 |
| 10   | Mattia Zontini             | Raschiani Tri Pavese | 0:20:18 | 0:24:42 | 0:30:35      | 1:18:07 |
| 11   | Thomas Francesco Previtali | Raschiani Tri Pavese | 0:19:55 | 0:29:55 | 0:26:37      | 1:18:40 |
| 12   | Luca Alladio               | Trisports.it Team    | 0:22:52 | 0:27:00 | 0:27:33      | 1:19:05 |
| 13   | Giordano Suardi            | Olimpic Triathlon    | 0:21:55 | 0:28:11 | 0:27:37      | 1:19:53 |
| 14   | Sonny Stauder              | Sai Frecce Bianche   | 0:23:13 | 0:29:57 | 0:26:45      | 1:22:04 |
| 15   | Matteo Bonifacino          | Granbike Triathlon   | 0:23:31 | 0:30:00 | 0:29:27      | 1:25:04 |
| 16   | Carmine Matarazzo          | Cuneo1198 Triteam    | 0:22:53 | 0:29:36 | 0:30:37      | 1:25:19 |
| 17   | Matteo Panzi               | Oxygen Triathlon     | 0:23:46 | 0:31:03 | 0:28:21      | 1:25:40 |
| 18   | Attila Rocchia             | Valle Gesso Sport    | 0:22:57 | 0:33:48 | 0:28:25      | 1:26:58 |
| 19   | Ivano Basso                | Valle Gesso Sport    | 0:24:27 | 0:31:57 | 0:28:24      | 1:27:48 |
| 20   | Gianni Sartori             | CY Laser Tri Schio   | 0:23:56 | 0:28:39 | 0:31:20      | 1:27:53 |

### Élite donne
| Pos. | Atleta                   | Società sportiva      | Corsa   | Bici    | Sci di fondo | Totale  |
| ---- | ------------------------ | --------------------- | ------- | ------- | ------------ | ------- |
|      | Sandra Mairhofer         | Granbike Triathlon    | 0:24:13 | 0:30:55 | 0:29:14      | 1:26:30 |
|      | Bianca Morvillo          | Granbike Triathlon    | 0:24:00 | 0:30:02 | 0:30:52      | 1:27:07 |
|      | Chiara Novelli           | Olimpic Triathlon     | 0:26:34 | 0:34:54 | 0:29:18      | 1:33:51 |
| 4    | Arianna Valenti          | Raschiani Tri Pavese  | 0:23:35 | 0:37:45 | 0:36:17      | 1:40:39 |
| 5    | Maria Angioni            | Granbike Triathlon    | 0:26:29 | 0:39:41 | 0:33:59      | 1:43:15 |
| 6    | Rachele Fanesi           | Valle Gesso Sport     | 0:32:08 | 0:40:00 | 0:30:29      | 1:45:40 |
| 7    | Pamela Schiavini         | Triathlon Alto Adige  | 0:29:09 | 0:36:08 | 0:37:32      | 1:46:22 |
| 8    | Giorgia Palieri          | Raschiani Tri Pavese  | 0:28:05 | 0:41:51 | 0:35:12      | 1:47:47 |
| 9    | Dorotea Viola Gilioli    | Velo Sport Carpi      | 0:27:58 | 0:33:34 | 0:45:32      | 1:49:26 |
| 10   | Elisa Nardi              | Granbike Triathlon    | 0:27:17 | 0:34:42 | 0:44:40      | 1:50:51 |
| 11   | Giuliana Marten Perolino | Granbike Triathlon    | 0:30:25 | 0:38:10 | 0:38:13      | 1:51:00 |
| 12   | Marina Biemmi            | Granbike Triathlon    | 0:28:30 | 0:35:20 | 0:43:45      | 1:51:04 |
| 13   | Virna Stavla             | Padova Triathlon      | 0:30:02 | 0:43:47 | 0:37:32      | 1:54:21 |
| 14   | Sara Liana Longoni       | CUS Pro Patria Milano | 0:28:45 | 0:46:13 | 0:38:33      | 1:55:57 |
| 15   | Carmela Vergura          | Trisports.it Team     | 0:30:01 | 0:51:20 | 0:40:02      | 2:04:25 |
| 16   | Luisella Iabichella      | Road Runners          | 0:34:43 | 0:46:16 | 0:43:01      | 2:06:49 |
| 17   | Annamaria Lato           | Raschiani Tri Pavese  | 0:32:16 | 1:02:39 | 0:37:56      | 2:17:04 |
| 18   | Serena Ada Strechelli    | CUS Pro Patria Milano | 0:36:08 | 0:57:05 | 0:48:32      | 2:25:22 |
| 19   | Rossella Carletti        | CUS Ferrara           | 0:34:31 | 0:53:26 | 0:54:53      | 2:26:33 |
| 20   | Annalisa Bacco           | Triathlon Bergamo     | 0:35:24 | 0:56:48 | 1:06:23      | 2:41:06 |